# Colori e simboli del Siracusa Calcio 1924

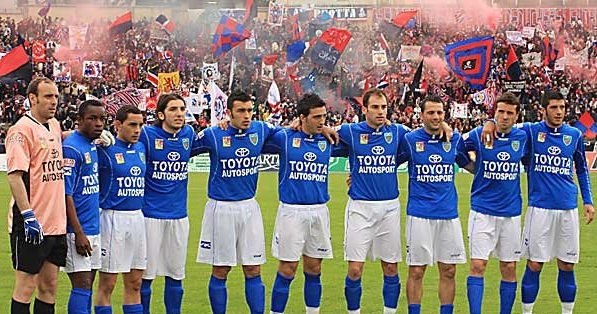
La classica uniforme del Siracusa, composta da una maglia azzurra, pantaloncini bianchi e calzettoni azzurri.

Questa voce raccoglie le informazioni riguardanti i colori e simboli del Siracusa Calcio 1924.
La società calcistica di Siracusa, fin dalla sua nascita nel 1924, utilizza come colori sociali le tinte del bianco e dell'azzurro; a determinare questa scelta, fu organizzato un quadrangolare da una rappresentativa del Gargallo Siracusa (fondato nel 1923) a cui parteciparono, oltre alla società organizzante, l'Esperia (in maglia azzurra), l'Insuperabile (in maglia giallorossa) e il 75º Reggimento Fanteria (formazione nella quale militavano i militari in servizio a Siracusa, tra cui anche Genesio Pioletti). Il torneo vide vincere la formazione militare, che batté in finale gli azzurri dell'Esperia per 9-0
Da questo momento le squadre si fondono sotto il nome di Circolo Sportivo Tommaso Gargallo, il quale indossa ufficialmente la maglia azzurra successivamente ereditata dal Siracusa; era il 1º aprile 1924.

## Maglia

### Prima divisa
L'equipaggiamento calcistico utilizzato dal Siracusa nelle sue partite casalinghe è tradizionalmente costituito da maglia azzurra, pantaloncini bianchi e calzettoni azzurri. Talvolta la maglietta può presentare colletto e bordini delle maniche, o altri inserti, in bianco; stessi dettagli a contrasto si possono ravvisare su pantaloncini e calzettoni.
La tradizionale casacca del Siracusa è azzurra con calzoncini bianchi e calzettoni azzurri. Tale scelta cromatica affonda le suoeorigini negli anni venti, quando si sfidavano le due principali realtà locali: l'Insuperabile (a rappresentanza del quartiere Borgata) con colori sociali giallorossi, e l'Esperia (a rappresentanza del quartiere Ortigia) con colore sociale l'azzurro a richiamare i colori del mare che circondano l’isola, che successivamente verranno ereditati dal Siracusa.

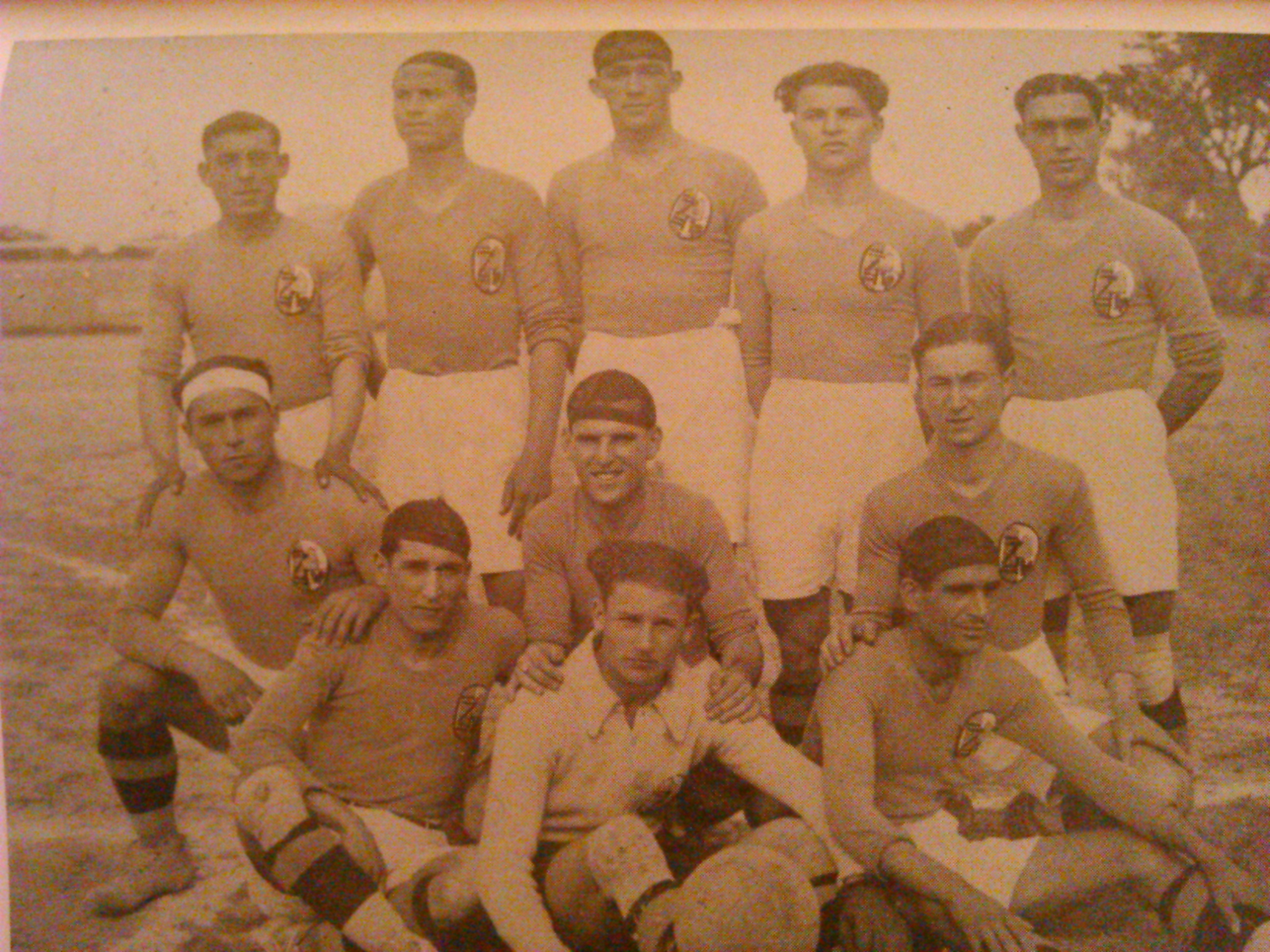
Stagione 1928-1929, classica divisa da gioco, maglia azzurra, calzoncini bianchi e calzettoni azzurri

Nel corso dei decenni, la divisa del Siracusa rimane pressoché immutata, se non dall'alternanza del colore dei pantaloncini, dal tradizionale bianco si passa all'azzurro e così viceversa.
La maglia del Siracusa fino al dopoguerra, di colore azzurra, era contraddistinta da una evidente aderenza al corpo (ma così lo erano tutte le maglie di quel periodo), mentre il collo a V era abbastanza tondeggiante, i pantaloncini bianchi rispetto ai giorni d'oggi, erano notevolmente più corti, i calzettoni per la maggior parte lo stesso colore della maglia, alle volte presentavano un colore azzurro più intenso.
Nella stagione 1961-1962, gli azzurri indossano una maglia diversa dalle passate edizioni. Nello specifico, sul fondo azzurro della casacca, spicca il colletto bianco accompagnato da dei lacci che chiudono con dei nodi l'apertura della maglia. Bianchi anche i polsini delle maniche lunghe, bianchi i pantaloncini, azzurro scuro i calzettoni. 
A distanza di qualche anno, stagione 1966-1967, mentre nessun cambiamento fu apportato alla tradizionale maglia azzurra, i pantaloncini e i calzettoni presentavano un colore blù scuro intenso, che raramente fu riproposto, in quanto non rappresentavano nel complesso i colori del Siracusa.
Alla fine degli anni sessanta, gli aretusei indossano una maglia bianca, con collo largo a V azzurro, e sul petto una striscia orizzontale non indifferente di colore azzurro. Come nel passato, vengono riproposti i lacci all'altezza del collo a chiusura del colletto. I pantaloncini presentavano un colore azzurro intenso differente dal colore presente sulla maglia, mentre i calzettoni erano di colore nero con la parte alta di colore azzurro. Nell'amichevole contro la Juventus disputata allo stadio comunale il 26 gennaio 1972, il Siracusa si presentò in campo con un'insolita maglia blù foncè, con pantaloncini della stessa colorazione e calzettoni bianchi con striscia di medesima tonalità.
La stagione 1975-1976, anno in cui fu disputata la Coppa Anglo-Italiana, il Siracusa si presentava ai nastri di partenza con una casacca suddivisa in tre strisce, di cui i lati stretti bianchi e la parte più larga al centro di colore azzurro. Il collo largo, era un tutt'uno con la parte di colore azzurro, mentre i pantaloncini particolarmente corti erano azzurri ed i calzettoni bianchi con bordi azzurri.

La casacca donata da Alcom Supermercati per la gara del 28 maggio 1995

Nel 1987-1988, con sponsor tecnico NR, si ritorna alla divisa classica, con maglia azzurra, colletto azzurro, pantaloncini bianchi e calzettoni azzurri.
Nella stagione 1989-1990, lo sponsor tecnico Philips, produce una maglia azzurra diversa dalle solite, mostrando quattro righe, sempre di colore azzurro ma leggermente più scure, mentre ai bordi delle maniche prevale una striscia bianca. Pantaloncini e calzettoni su unico fondo azzurro.
Negli anni novanta il Siracusa con sponsor tecnico Erreà e sponsor ufficiale Jolly Componibili, indossa un completino di colore azzurro, con richiami bianchi all'altezza delle spalle e delle maniche. La stagione successiva, confermati gli sponsor, la casacca torna ai fasti di un tempo, tornando a sfoggiare il classico completino azzurro, con pantaloncini bianchi e calzettoni azzurri. Il collo a V, come nel passato, torna bianco spezzando l'azzurro della maglia.
Il Siracusa stagione 1992-1993, si presenta ai nastri di partenza con la stessa maglia degli ultimi anni, ma con la differenza che il collo a V prende i colori della maglia, passando dal bianco tradizionale all'azzurro della casacca. L'anno successivo, il collo a V torna bianco così come i polsini delle maniche lunghe, mentre i pantaloncini dopo diversi anni di bianco, diventano nuovamente azzurri.
Nella stagione 1994-1995, gli azzurri sfoggiarono un completino tutto azzurro per tutto l'arco della stagione.
Il 28 maggio 1995 avvenne un fatto curioso. Nella gara disputata contro l'Empoli valevole per il campionato di Serie C1, venne indossata un'insolita casacca bianca a righe trasversali azzurre. Ripercorrendo gli ultimi giorni precedenti alla gara, nello specifico, la società azzurra, colpita da una grave crisi economica, non solo non emulava nessun stipendio nei confronti dei calciatori da diversi mesi, ma cosa ancor più grave non riuscì nemmeno a garantirvi i completini da gioco. Il fatto grave, colpì un noto supermercato cittadino (ALCOM) il quale di tasca propria garantì il 
perfetto svolgimento della gara, producendo un insolito completino da gioco che a distanza di anni fece la storia per i motivi sopra citati.
La stagione 1995-1996, ovvero quella della ripartenza dal campionato di Promozione dopo il fallimento, viene scelto come sponsor tecnico la Lotto, che produce una maglia dal colore azzurro più intenso con richiami a strisce bianche, mentre i pantaloncini ed i calzettoni richiamano l'azzurro intenso della maglietta.
Nel campionato regionale di Eccellenza stagione 2001-2002, il Siracusa presenta una maglia azzurra dal richiamo antico, con una accentuata aderenza al corpo, dove alle estremità si notano una striscia bianca e con al centro il marchio dello sponsor tecnico Legea ed al centro lo sponsor ufficiale Helios Hotels, i pantaloncini ed i calzettoni sono bianchi. Dal 2002 al 2005 i completini del Siracusa faranno riferimento ai colori azzurri per quanto riguarda le maglie, i pantaloncini ed i calzettoni. Nella stagione 2005-2006 si ritorna al passato, con l'inserimento dei pantaloncini e dei calzettoni che passano dall'azzurro al bianco.
Nella stagione del ritorno tra i professionisti 2009-2010, il Siracusa adotta nelle maglie una striscia a colori bianco nero inserita nel contesto della maglia azzurra che richiamano le maglie della Sampdoria, allora presieduta da Riccardo Garrone, sponsor ufficiale del Siracusa con la sua azienda ERG e con la quale in quegli anni c'era una sorta di gemellaggio societario.
Nel 2010 l'azzurro fa da padrone nell'intero completino del Siracusa, con l'eccezione del collo largo e delle estremità delle maniche che tornano ad essere bianchi. In questi anni, le maglie del Siracusa subiscono pochissime variazioni anche per via della conferma come sponsor tecnico della Max, azienda lentinese. Per esempio nella stagione 2011-2012, a variare nel completino degli aretusei sono solo i pantaloncini, che alternano ad alcune gare il bianco e l'azzurro.
Subita l'ennesima esclusione dal panorama professionistico, il Siracusa riparte per la prima volta nella sua storia dalla Terza Categoria, e lo fa con sponsor tecnico della Givova. La casacca degli aretusei presenta per la prima volta una sostanziale novità, ovvero il colore azzurro della maglia, viene contrapposto da una striscia in verticale e orizzontale di colore bianco. L'anno successivo, passati allo sponsor tecnico Joma si torna alla tradizionale maglia azzurra con colletto largo azzurro. La novità essenziale e che sulla maglia torna ad esserci il glorioso logo del vecchio AS Siracusa 1924. Questa concessione durerà due anni, ovvero quando l'avvocato Paolo Giuliano che ne detiene i diritti, decide di non concederne più l'utilizzo.
Nel 2015-2016, l'anno della promozione in terza serie, il Siracusa sfoggia una atipica maglia azzurra, contornata da sei strisce orizzontali bianche che vanno ad allargarsi man mano che si avvicina all'estremità. Inoltre sulla maglia compare il nuovo logo, creato da alcuni rappresentanti del tifo organizzato che ne avranno tutti i diritti per evitare le querelle del passato sul suo utilizzo.

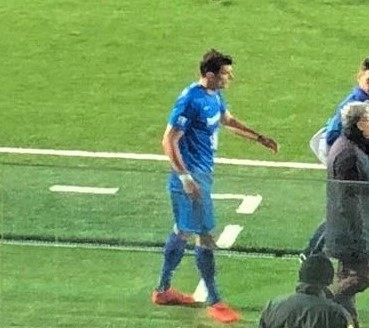
Giangiacomo Magnani con la prima maglia stagione 2017-2018

Nella stagione 2016-2017 nel campionato di Lega Pro, per la prima volta nella sua storia,  vengono introdotte le maglie personalizzate, con numerazione e cognome del calciatore. Pertanto il Siracusa produce nelle maglie che nel tempo rimarranno storiche essendo le prime in assoluto con i cognomi dei calciatori e i numeri da loro scelti. Le maglie nello specifico, con sponsor tecnico Max tornato ad essere protagonista con gli aretusei, e sponsor ufficiale Premier Win 365, presentano all'azzurro classico all'altezza del colletto dei triangoli bianchi, che richiamano i laterali centrali dello stesso colore. Nella parte posteriore, oltre al nominativo ed al numero, compare per la prima volta un secondo sponsor Muracel nella parte bassa.

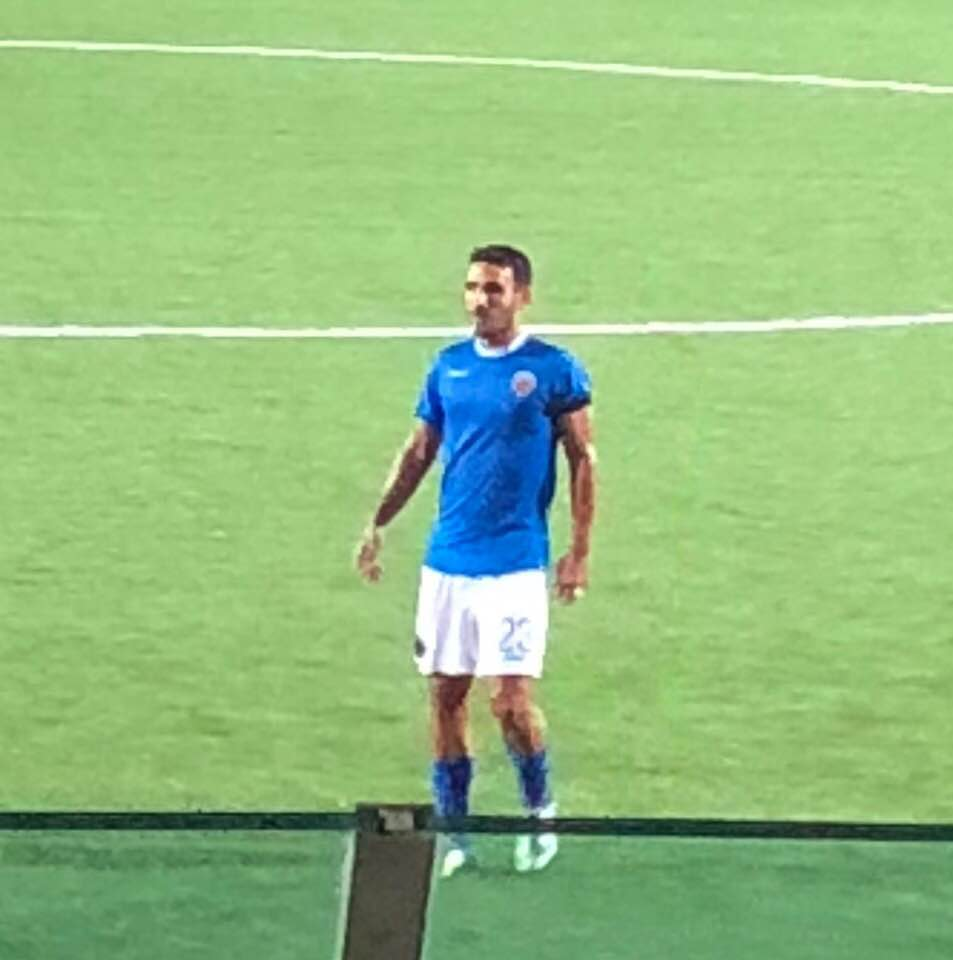
Stagione 2018-2019, un ritorno ai colori classici del Siracusa Calcio

Nella gara inaugurale di Coppa Italia stagione 2017-2018, il Siracusa scende in campo con la nuova maglia, prodotta dallo sponsor tecnico Max. Nello specifico, la maglia presenta delle novità, cosi come vuole la società, che intende creare un filo diretto tra la squadra di calcio cittadina e la storia della città. Cosi nell'anno dei 2.750 anni dalla fondazione di Siracusa, viene esibito alla tradizionale maglia azzurra, la sagoma in bianco del volto della Dea Aretusa, personaggio rappresentativo di Siracusa della Mitologia greca.
Nel campionato di Serie C 2018-2019 vi è un ritorno ai colori classici che hanno fatto la storia del Siracusa Calcio, ovvero maglia azzurra, pantaloncini bianchi e calzettoni azzurri. Lo sponsor tecnico è il riconfermato Max (per l'azienda lentinese rinnovo di contratto fino al 2021). La maglia, nella sua semplicità, presenta il colore azzurro, ad esclusione del colletto, interamente di color bianco. Per quanto riguarda lo sponsor, con il cambio di proprietà, non viene rinnovata la partnership a Premier Win 365, optando per gli sponsor etnei Etna Consulting Service e Serramenti. Ad entrambi, la tifoseria siracusana impose alla società azzurra di farli rimuovere dalle maglie, in quanto il primo raffigurava l'immagine dell'Etna stilizzata, il secondo per i colori rossoazzurri che ricoprivano logo della Sicilia. La tifoseria non ritenne rispettoso la presenza dei due sponsor in quanto mostravano un forte richiamo alla rappresentanza della città e squadra calcistica del Calcio Catania, tifoseria da sempre rivale agli aretusei.
Nella stagione 2019-2020 gli azzurri, ripartiti dal campionato di Promozione, dopo la mancata iscrizione al campionato di Serie C, continua il rapporto di collaborazione con lo sponsor tecnico Max, utilizzando una classica casacca azzurra con pantaloncini bianchi e calzettoni azzurri. Nelle maglie ad apparire come sponsor ufficiale è il Grand Hotel Villa Politi della famiglia Carpanzano, da sempre vicina ai colori azzurri, che decide di esserlo ancor di più nel campionato di Promozione.
L’annata 2020-2021, con il Siracusa neo promosso al campionato di Eccellenza, i colori e la tipologia di maglia rimangono uguali alla passata stagione. Riconfermata la partnership con lo sponsor tecnico Max, fa invece il suo esordio come sponsor ufficiale  HR Impianti SpA, società di proprietà della famiglia Cutrufo.
Nel 2021 è stata presentata in occasione della stracittadina del 12 dicembre contro il Real Siracusa, valevole per il campionato di Eccellenza, una maglia celebrativa in onore di Santa Lucia.
Nella stagione 2022-2023 il Siracusa indossa una maglia azzurra con il logo del club al centro del petto, con sullo sfondo della casacca il leone. Cambia lo sponsor tecnico Ready, mentre lo sponsor ufficiale è la XeqSolar azienda di proprietà del Vicepresidente Ricci.
Nella stagione 2023-2024 il Siracusa indossa inizialmente tramite lo sponsor tecnico Ready una casacca azzurra con richiamo del mare, confermando sullo sfondo il leone. Successivamente il club definisce il passaggio ad un nuovo sponsor tecnico tra i più affermati in ambito internazionale quale Macron, che fornisce una nuova maglia di color azzurro stile anni 90’, con ingresso di nuovi sponsor ufficiali ISAB, NRG+ e Comal. 

#### Evoluzione
| 1924-1925 | 1946-1947 | 1954-1955 | 1963-1964 | 1975-1976 | 1984-1985 | 1995-1996 | 2009-2010 | 2015-2016 | 2016-2017 |

### Seconda divisa

Il Siracusa con indosso la maglia granata nella finale di Coppa Italia Semiprofessionisti 1978-1979

Vista la predominanza del colore azzurro nel completo casalingo, la divisa da trasferta è invece tradizionalmente a tinte invertire, cioè con maglia bianca, pantaloncini azzurri o anch'essi bianchi, e calzettoni indifferentemente bianchi o azzurri a seconda delle esigenze. Da notare come, nello specifico degli anni novanta, siano state ciclicamente proposte alcune sperimentazioni cromatiche anche per la seconda casacca aretusea, che in alcune stagioni ha visto il classico bianco sostituito dal verde, colore rappresentativo cittadino nonché di Santa Lucia, e addirittura dal rosso che in alcune partite del campionato 1992-93 (tra cui Siracusa-Palermo, Siracusa-Reggina e Siracusa-Avellino) ha dominato l'intero completo della squadra. 
Nella prima uscita ufficiale disputata nell'autunno 1924 dall'allora Gargallo contro il Centurion, formazione di marinai inglesi, venne indossata una casacca nera in omaggio al regime fascista. In occasioni seguenti il nero è stato riproposto insieme ad altri colori alternativi, il granata e il grigio. Fra tutti questi modelli, solo il verde ha avuto lunga vita e sulla terza divisa del club.
Per la stagione 2017-2018, la seconda e la terza del Siracusa presentano delle novità. Durante la serata di presentazione delle maglie da gioco, avvenuta in piazza Santa Lucia l'8 agosto 2017, cosi come la prima maglia che ha dei forti richiami alla storia di Siracusa, le hanno anche le rispettive seconde e terze maglie. Mentre la seconda maglia al classico bianco presenta dei richiami in azzurro, il quale formano la scritta davanti 19 e dietro 24 a richiamare la data di fondazione del club 1924, la terza presenta un ulteriore richiamo nostalgico tra gli appassionati sostenitori aretusei di una certa età. Difatti il colore passa dal tradizionale verde al granata, rievocando la gloriosa maglia indossata il 17 giugno 1979 (molto probabilmente in omaggio al Grande Torino, in quell'anno ricorreva il 30º anniversario della tragedia di Superga) in occasione della vittoriosa finale di Coppa Italia Semiprofessionisti curiosamente contro una squadra piemontese, la Biellese. La maglia granata, presenta sia al collo che ai bordi delle maniche due fasce di colori, il bianco e l'azzurro, cosi come la maglia del 1979.

#### Evoluzione
| 1925-1926 | 1947-1948 | 1966-1967 | 1978-1979 | 1990-1991 | 1992-1993 | 2009-2010 | 2011-2012 | 2015-2016 | 2016-2017 |

## Simboli ufficiali

### Stemma
Lo stemma del Siracusa è variato più volte nell'arco degli anni. Il motivo di questi cambiamenti è dovuto principalmente ai cambi di denominazione che la società ha effettuato nel corso della sua storia.

Lo stemma in uso nei primi anni novanta e riproposto dal 1998 al 2012
Lo stemma utilizzato dal 30 luglio 2015 al giugno 2019
Lo stemma utilizzato dal giugno 2019 ad oggi

Il primo simbolo, su una casacca aretusea fa il suo esordio nella metà degli anni venti (presumibilmente nel 1925). Rappresentato da un'intersezione di lettere, è riconducibile al nome della squadra dell'epoca (CSTG Circolo Sportivo Tommaso Gargallo). Dalla stagione 1928-1929, un secondo simbolo sarà presente sulle maglie azzurre come si evince da alcune foto d'archivio. Da queste si evidenzia la presenza di un gallo posto in basso a destra, riconducibile per similitudine allo stemma di famiglia dei nobili Gargallo. Questo scomparirà definitivamente a partire dalla stagione 1931-1932.
Dagli anni quaranta il simbolo ufficiale del club diventa il leone, che ne caratterizzerà tutti gli scudetti utilizzati nel corso degli anni. Lo storico logo dell'AS Siracusa è stato riscattato nel 2013 mediante un'asta dall'avvocato Paolo Giuliano, all'epoca direttore generale dell'US Siracusa, che ne ha acquisito i diritti sul suo utilizzo.
Tuttavia lo scudetto maggiormente rappresentativo del sodalizio, presente fin dagli anni novanta, è rimasto in possesso del duo Salvoldi-Mauceri, rispettivamente presidente e vice-presidente dell'US Siracusa. 
Nonostante la pressione dei più appassionati nel rivedere questi valori affettivi nuovamente presenti sulle maglie azzurre, i dirigenti in questione hanno fatto intendere l'impossibilità di cedere gratuitamente i simboli richiesti.
Il 30 luglio 2015 alcuni rappresentanti del tifo organizzato hanno creato un nuovo stemma, sottolineando con tanto di comunicato ufficiale che il logo verrà gestito interamente dalla tifoseria e non più dalle varie proprietà che andranno a susseguirsi evitando così, come già avvenuto in passato, l'impossessamento indebito da parte di soggetti terzi.
Sia nel 2019 che nel 2022 viene adottato stesso stemma al precedente ma che differisce da esso solo per la denominazione sociale inserita al suo interno.

### Inno
L'inno ufficiale del Siracusa è Azzurro, cantato da Adriano Celentano, che da circa un trentennio accompagna l'ingresso in campo delle squadre nelle gare casalinghe.
Pur tuttavia, negli anni trenta (esattamente nel 1931) fece il suo esordio un primo inno, quando ancora gli azzurri giocavano le partite interne al Littorio. Il testo, scritto da Salvatore Grillo con musica composta da Franco Patania, s'intitolava la canzone degli azzurri, e raccontava le gesta degli azzurri, con un monito di portare sempre più in alto i colori sportivi di Siracusa.

### Mascotte
Durante la stagione 2011-2012 la squadra ha avuto una mascotte di nome "Leo". Ideato dal club Azzurro Nicola de Simone, Leo era un pupazzo a forma di leone con indosso la maglia azzurra, ed era solito fare un giro di campo prima della partita e farsi scattare alcune foto insieme a tifosi e calciatori azzurri.